# Salman Əlizadə
Salman Əlizadə (russisch Салман Ализаде Salman Alisade, englisch Salman Alizade) (* 1. Dezember 1993) ist ein Amateurboxer aus Aserbaidschan.

## Erfolge
Salman Əlizadə gewann im Halbfliegengewicht 2008 die Silbermedaille bei den Kadetten-Europameisterschaften in Plowdiw und 2010 die Goldmedaille bei den Junioren-Weltmeisterschaften in Baku. Er schlug dabei auf dem Weg zum Titel Mycol Tello aus Guyana, Stefan Caslarov aus Rumänien, Wadsim Kirylenka aus Weißrussland, Sahidjon Churbojew aus Usbekistan und Ryan Burnett aus Irland. 
Einen weiteren Erfolg erzielte er im August 2010 im Halbfliegengewicht, als er bei den Olympischen Jugend-Sommerspielen von Singapur erst im Finale gegen Ryan Burnett ausschied und Silber gewann. Im Dezember 2010 folgte der Vizemeistertitel bei den Aserbaidschanischen Meisterschaften in Baku.
Einen überraschenden und zugleich bedeutenden Erfolg erzielte er bei den Europameisterschaften 2011 in Ankara, als er im Halbfliegengewicht mit Siegen gegen Denis Kosaruk aus der Ukraine, Jérémy Beccu aus Frankreich, Charlie Edwards aus England und Belik Galanow aus Russland, den EM-Titel gewann. Er wurde damit erster aserbaidschanischer Europameister seit 18 Jahren und mit knapp 17-einhalb Jahren, auch jüngster Europameister der letzten 81 Jahre.
Bei den anschließenden Weltmeisterschaften 2011 in Baku, schied er jedoch im Achtelfinale gegen den Thailänder Kaew Pongprayoon aus belegte damit Platz 9. Im November 2012 gewann er im Fliegengewicht mit einem Finalsieg gegen den Türken Ferhat Pehlivan, die Universitätsweltmeisterschaften in Baku. Im Monat darauf gewann er zudem die Silbermedaille im Fliegengewicht bei den U22-Europameisterschaften in Kaliningrad. Er hatte dabei unter anderem den deutschen Starter Hamza Touba besiegt, ehe er im Finale gegen den Russen Wassili Wetkin unterlag.
Im Januar 2013 gewann er die Goldmedaille im Halbfliegengewicht bei den Aserbaidschanischen Meisterschaften in Baku und nahm in dieser Gewichtsklasse auch an den Europameisterschaften 2013 in Minsk teil, wo er im Halbfinale gegen Paddy Barnes aus Irland ausschied und Bronze gewann. Im Oktober startete er zudem bei den Weltmeisterschaften 2013 in Almaty, wo er nach einer Niederlage im Achtelfinale gegen Kim In-kyu aus Südkorea erneut Platz 9 belegte.
2014 und 2015 gewann er erneut die Aserbaidschanische Meisterschaft im Halbfliegengewicht.